# Légpárnás hajó

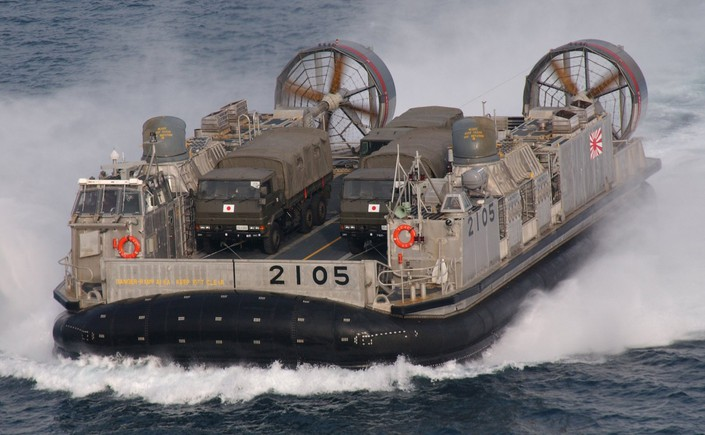
Katonai légpárnás hajó teherautók szállítása közben

A légpárnás hajó olyan jármű, amely a levegő segítségével egyfajta párnát képez maga és a földfelszín között, így lebeg. Általában a légpárnás jármű egyúttal kétéltű járműnek is tekinthető, mivel szárazföldön és vízfelszínen is tud haladni. Áru- és személyszállításra, expedíciós járműként vagy a mentőszolgálatok és tűzoltóságok segédjárműveként használják. Vízijárműként a járműméretnek megfelelő vezetői engedély szükséges hozzá.

## Működése

Légpárnás hajó elvi rajza
1. Előre mozgató légcsavarok
2. Levegő beáramlás
3. Ventilátorok
4. Rugalmas szoknya

A jármű teljes hajótestét körbeveszi a rugalmas szoknya. A szoknyával fedett területen légfúvók segítségével állandó légpárnát képeznek. Ezen a légpárnán a hajó majdnem érintkezés nélkül lebeg a talaj vagy a víz felett, csak a szoknyák támaszkodnak kissé az egyenetlen talajon vagy vízfelszínen.
A járművet a repülőgépek farokrészéhez hasonlóan légkormányokkal irányítják oldalirányba.
Bizonyos mértékű hullámzás mellett tengeren is használható, elsősorban a katonai kivitelű járművek. A talajon való haladáskor a rugalmas szoknya anyaga kopásnak, sérülésnek van kitéve a súrlódás és az akadályok miatt.

## Előnyök és hátrányok
- Előnyök

terepfüggetlenség - akár 40 fokos lejtőkön és tengerpartokon való átkelés
egész évben használható - befagyott vagy folyó víz nem jelent akadályt
sebesség - akár 150 km/h
- Hátrányok

nagy motorzaj
magas kezdeti költség
ellen- vagy oldalszéllel szembeni érzékenység
a szoknya anyagának elhasználódása (szárazföldön nem ajánlatos használni)

## Története

### Ausztria-Magyarország
1915. szeptember 2-án került sor a világ első teljesen működőképes oldallégpárnás hajójának próbaútjára. A fejlesztő Dagobert Müller von Thomamühl volt, aki az osztrák haditengerészet kötelékében szolgált. A „gyors torpedóhordozónak” tervezett „siklóhajó” több mint 30 csomó sebességet ért el (56 km/h). Öt repülőgépmotor hajtotta, amelyek közül csak az egyik termelt levegőt a hajótest alá; a többi hagyományos légcsavarokhoz volt csatlakoztatva. A fegyverzet két torpedóból, egy géppuskából és három vízibombából állt.
Néhány próbaüzemet tartottak, de 1917-re a projektet a teherbírás, a tengerállóság és a védelmi funkció hiánya miatt leállították; ráadásul a légierőtől kölcsönkapott repülőgépmotorokat vissza kellett szolgáltatniuk.

## Alkalmazásai

### Polgári

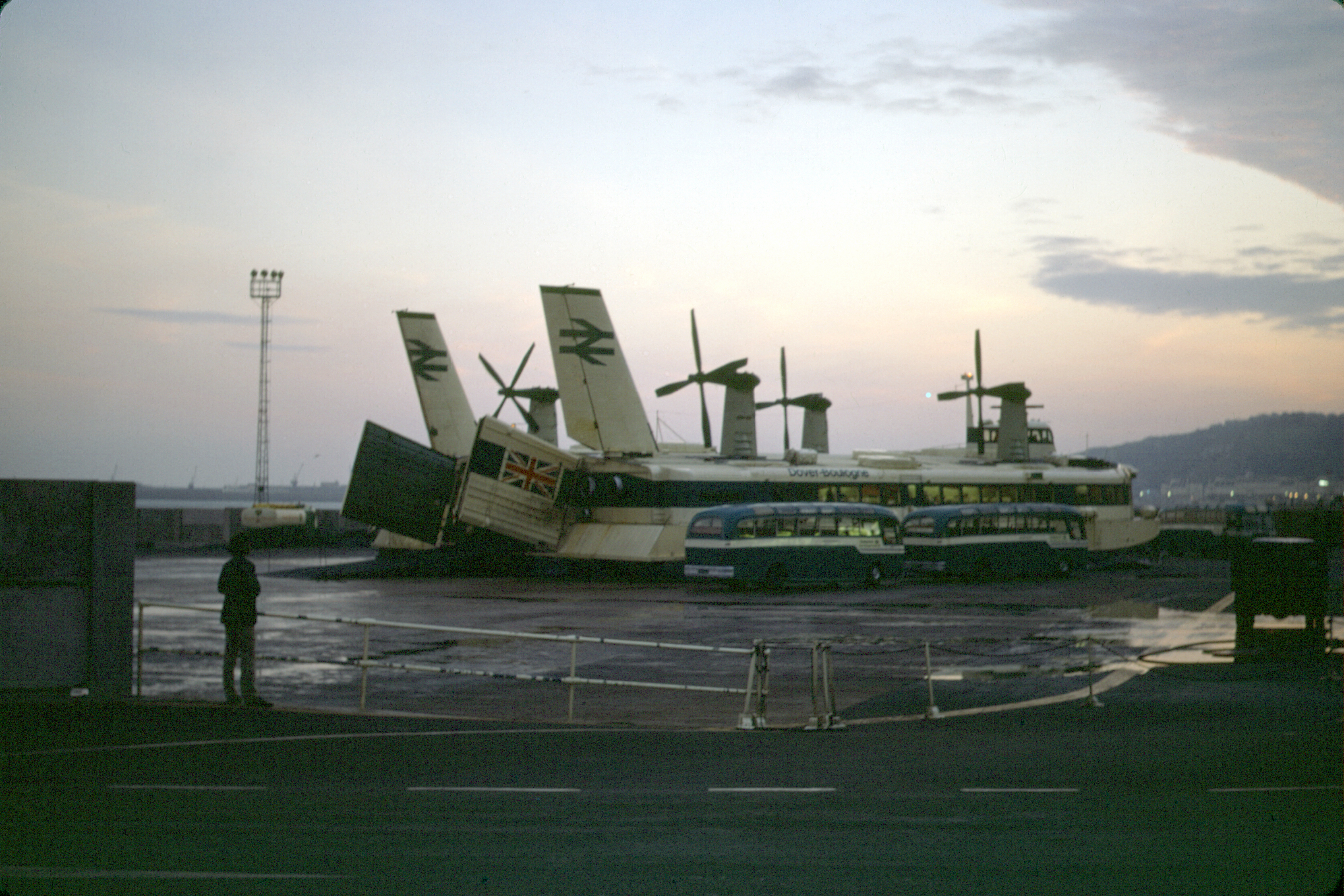
Légpárnás komp 1970-ben, Doverben

Áru- és személyszállítás, expedíciós jármű, katasztrófa-elhárítás, mentőszolgálat és tűzoltóság.

### Katonai
Áru- és személyszállítás, expedíciós jármű. Elsősorban azért használatos, mert nagy számú egyéb jármű, haditechnika, emberi erő helyezhető partra a segítségével, mivel nem szükséges hozzá leszállóhely, mint mondjuk helikopterek esetén.

### Sport

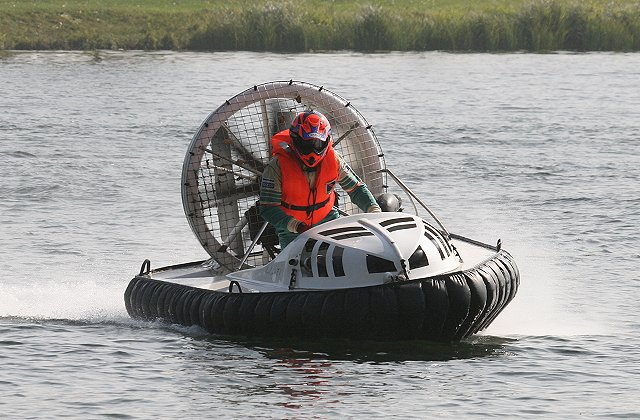
Sportcélú, versenyzéshez használt légpárnás hajó

A légpárnás járműveket sportolásra és versenyeken is használják. Általában körülbelül 3 méter hosszúak és több mint 100 km/h sebességet érnek el; Németországban hat formula osztályban versenyeznek.
| Formula osztály | Korlátozások |
| --------------- | --- |
| Formula 1       | nincs korlátozás a motorteljesítményre és a motorok számára vonatkozóan |
| Formula 2       | nincs korlátozás a motorok számát illetően, a teljes hengerűrtartalom legfeljebb 600 cm³ 2T / 750 cm³ 4T lehet.                                                                                       |
| Formula 3       | nincs korlátozás a motorok számát illetően, a teljes hengerűrtartalom legfeljebb 250 cm³ (a 2008-as szezonnal megszűnt, mivel Európában csak egy versenyző indult - kivéve az Egyesült Királyságban). |
| Formula 50      | csak egy motor a meghajtáshoz és a felhajtóerőhöz, korlátozások a motortípusra (Rotax 503, 500 cm³) és az eredeti Rotax kipufogórendszerre. Motorteljesítmény 54 LE                                   |
| Formula 35      | Az összes motor összteljesítménye maximum 35 LE (különösen Nagy-Britanniában használatos). |
| Formula 25      | Az összes motor összteljesítménye maximum 25 LE (utoljára a 2008-as svédországi világbajnokságon használták, a 2010-es világbajnokságon a Formula 35 váltotta fel).                                   |
| Formula S       | csak egy motor a meghajtáshoz és a felhajtóerőhöz, egyébként nincs korlátozás. |
| Formula J       | Juniorok 11 éves kortól, korlátozott teljesítmény |
| Formula N       | kollektív csoport minden kezdő számára, korlátozás nélkül, de a versenyigazgató állandó felügyelete mellett.                                                                                          |

## Fordítás
- Ez a szócikk részben vagy egészben  a   Luftkissenfahrzeug című német Wikipédia-szócikk fordításán alapul.  Az eredeti cikk szerkesztőit annak laptörténete sorolja fel. Ez a jelzés csupán a megfogalmazás eredetét és a szerzői jogokat jelzi, nem szolgál a cikkben szereplő információk forrásmegjelöléseként.